# Bovina
Pour l’article homonyme, voir Bovina (Texas).
Tribu
Les Bovina sont une sous-tribu de ruminants de la tribu des Bovini, de la famille des Bovidae, rassemblant les bœufs et le bisons,.

## Liste des genres
- Bison
- Bos

## Position phylogénétique
| Bubalina | \| Syncerus \| (buffle d'Afrique) \| \| \| (buffle d'Afrique) \| \| Bubalus \| (buffle d'Asie) \| \| \| (buffle d'Asie) \| |
|          | \| Syncerus \| (buffle d'Afrique) \| \| \| (buffle d'Afrique) \| \| Bubalus \| (buffle d'Asie) \| \| \| (buffle d'Asie) \| |
| Syncerus | (buffle d'Afrique) |
|          | (buffle d'Afrique) |
| Bubalus  | (buffle d'Asie) |
|          | (buffle d'Asie) |

| Syncerus | (buffle d'Afrique) |
|          | (buffle d'Afrique) |
| Bubalus  | (buffle d'Asie)    |
|          | (buffle d'Asie)    |

|  | (bœuf domestique et bison d'Europe)                                                              |
|  |                                                                                                  |
|  | \| \| (yak et bison d'Amérique) \| \| \| \| \| \| (banteng, (kouprey et gaur/gayal)) \| \| \| \| |
|  |                                                                                                  |
|  | (yak et bison d'Amérique)                                                                        |
|  |                                                                                                  |
|  | (banteng, (kouprey et gaur/gayal))                                                               |
|  |                                                                                                  |

|  | (yak et bison d'Amérique)          |
|  |                                    |
|  | (banteng, (kouprey et gaur/gayal)) |
|  |                                    |

|  | (bœuf domestique et bison d'Europe)                                                              |
|  |                                                                                                  |
|  | \| \| (yak et bison d'Amérique) \| \| \| \| \| \| (banteng, (kouprey et gaur/gayal)) \| \| \| \| |
|  |                                                                                                  |
|  | (yak et bison d'Amérique)                                                                        |
|  |                                                                                                  |
|  | (banteng, (kouprey et gaur/gayal))                                                               |
|  |                                                                                                  |

|  | (yak et bison d'Amérique)          |
|  |                                    |
|  | (banteng, (kouprey et gaur/gayal)) |
|  |                                    |

| Bubalina | \| Syncerus \| (buffle d'Afrique) \| \| \| (buffle d'Afrique) \| \| Bubalus \| (buffle d'Asie) \| \| \| (buffle d'Asie) \| |
|          | \| Syncerus \| (buffle d'Afrique) \| \| \| (buffle d'Afrique) \| \| Bubalus \| (buffle d'Asie) \| \| \| (buffle d'Asie) \| |
| Syncerus | (buffle d'Afrique) |
|          | (buffle d'Afrique) |
| Bubalus  | (buffle d'Asie) |
|          | (buffle d'Asie) |

| Syncerus | (buffle d'Afrique) |
|          | (buffle d'Afrique) |
| Bubalus  | (buffle d'Asie)    |
|          | (buffle d'Asie)    |

|  | (bœuf domestique et bison d'Europe)                                                              |
|  |                                                                                                  |
|  | \| \| (yak et bison d'Amérique) \| \| \| \| \| \| (banteng, (kouprey et gaur/gayal)) \| \| \| \| |
|  |                                                                                                  |
|  | (yak et bison d'Amérique)                                                                        |
|  |                                                                                                  |
|  | (banteng, (kouprey et gaur/gayal))                                                               |
|  |                                                                                                  |

|  | (yak et bison d'Amérique)          |
|  |                                    |
|  | (banteng, (kouprey et gaur/gayal)) |
|  |                                    |

|  | (bœuf domestique et bison d'Europe)                                                              |
|  |                                                                                                  |
|  | \| \| (yak et bison d'Amérique) \| \| \| \| \| \| (banteng, (kouprey et gaur/gayal)) \| \| \| \| |
|  |                                                                                                  |
|  | (yak et bison d'Amérique)                                                                        |
|  |                                                                                                  |
|  | (banteng, (kouprey et gaur/gayal))                                                               |
|  |                                                                                                  |

|  | (yak et bison d'Amérique)          |
|  |                                    |
|  | (banteng, (kouprey et gaur/gayal)) |
|  |                                    |

Noter que la pertinence du genre Bison est remise en cause.

## Principales espèces

### Espèces domestiquées
- le Bœuf domestique (vache, taureau, bœuf)
  - le Zébu (Bos taurus indicus, maintenant considéré comme une sous-espèce du premier)
- le Yak (Bos grunniens)
- le Gayal (Bos frontalis)
- le Banteng (Bos javanicus)

### Autres espèces
- le Kouprey (Bos sauveli)
- le Bison d'Amérique du Nord (Bison bison)
- le Bison d'Europe (Bison bonasus)

### Espèce éteinte
- l'Aurochs (Bos primigenius†)